# Route nationale 699
Die Route nationale 699, kurz N 699 oder RN 699, war eine französische Nationalstraße, die von 1933 bis 1973 zwischen einer Kreuzung mit der noch heute existenten Nationalstraße 21 südwestlich von Limoges und der N137 nördlich von Mirambeau verlief. Ihre Länge betrug 153 Kilometer.